# Trioxys microceratus
Trioxys microceratus är en stekelart som beskrevs av Mackauer 1968. Trioxys microceratus ingår i släktet Trioxys och familjen bracksteklar. Inga underarter finns listade i Catalogue of Life.